# (25864) Banič
25864 Banic (2000 GR82) – planetoida z grupy pasa głównego asteroid okrążająca Słońce w ciągu 5,44 lat w średniej odległości 3,09 j.a. Odkryta 8 kwietnia 2000 roku.